# Festa Major del Clot – Camp de l'Arpa

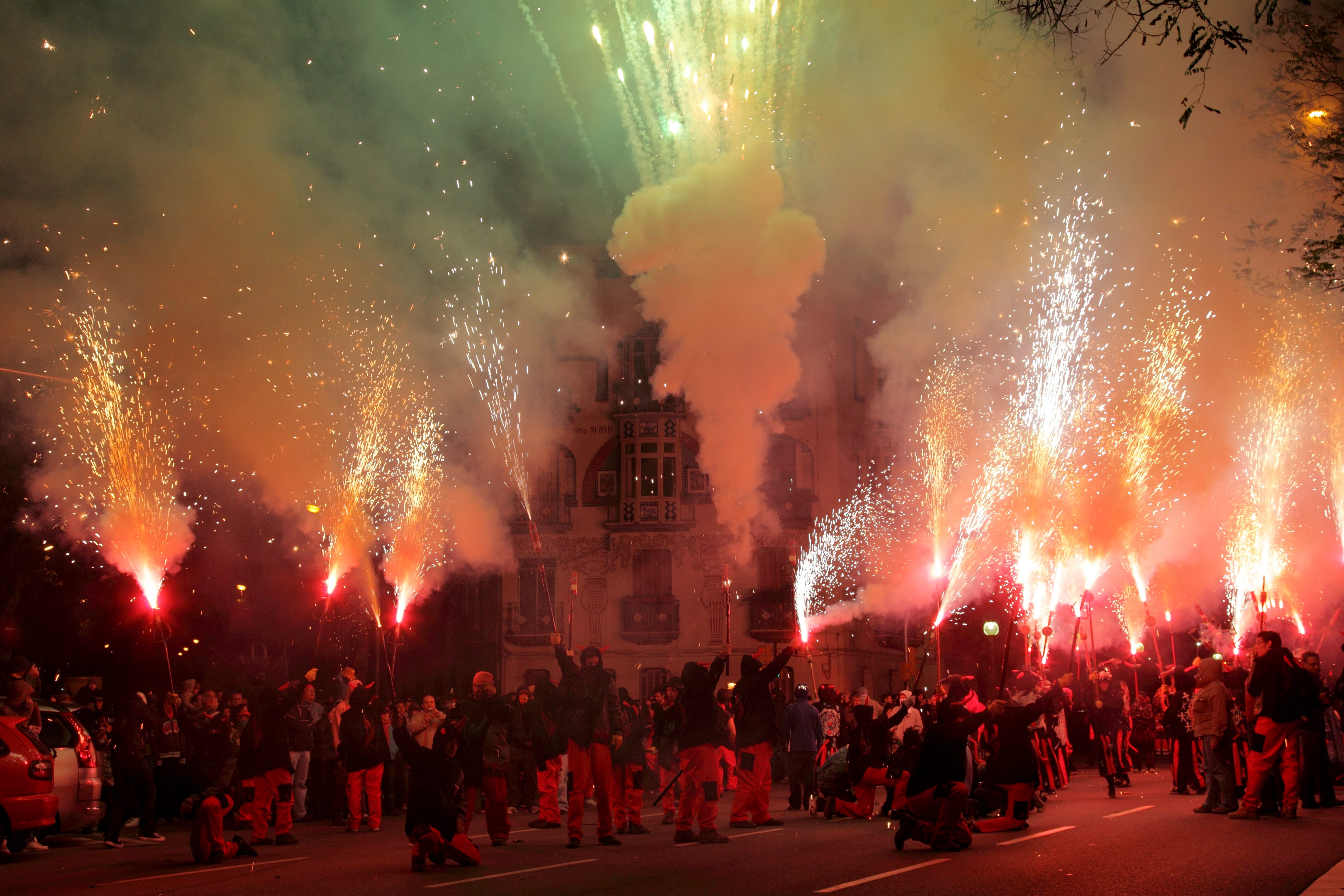
Correfocs a la Festa Major del Clot - Camp de l'Arpa

La Festa Major del Clot - Camp de l'Arpa se celebra en honor de Sant Martí al barri del Clot i el Camp de l'Arpa de Barcelona. Està organitzada per la Federació d'Entitats del Clot - Camp de l'Arpa i totes les entitats del barri dedicades a la cultura popular hi tenen un pes molt important. Destaquen la jornada castellera que organitzen els Castellers de Barcelona, la cercavila gegantera, les exhibicions del Ball de Bastons i de l'Esbart Sant Martí i el correfoc dels Diables del Clot.

## Història

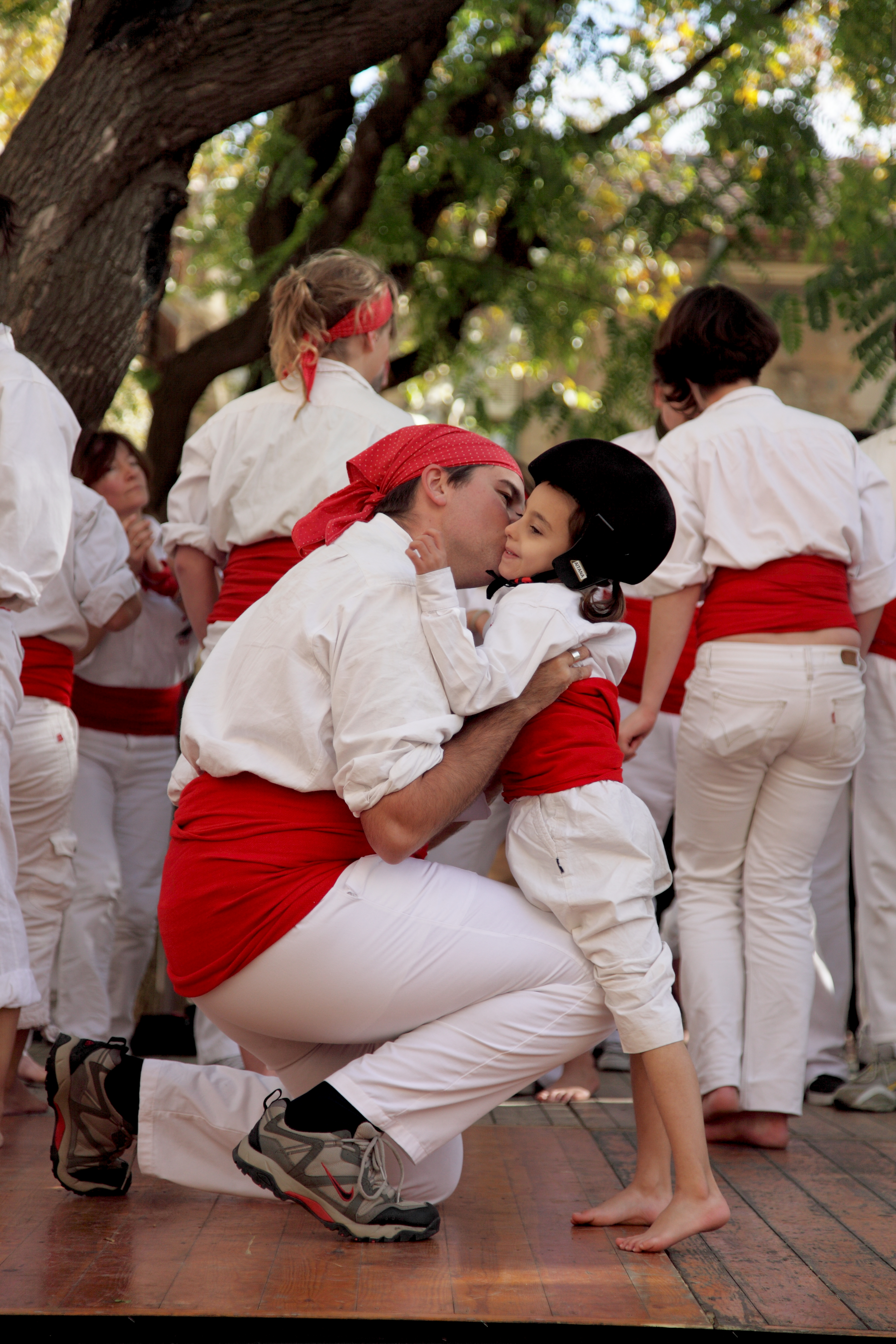
Falcons a la Festa Major del Clot - Camp de l'Arpa

El barri del Clot és el nucli urbà més antic del districte de Sant Martí. A l'edat mitjana era ple d'horts i conreus que proveïen la ciutat de Barcelona. En aquell temps l'indret també era famós pel Clotum Melis, un espai ple de ruscos d'abelles productores de mel que va acabar donant nom al barri. Al segle xix la industrialització va transformar la fesomia del Clot, que va esdevenir un important nucli obrer. D'aquesta època daten moltes de les associacions, cooperatives, ateneus i entitats diverses que avui dia formen el teixit cultural del barri.

## Motiu
Sant Martí va ser un dels sants més populars i amb més devoció durant l'edat mitjana. Se'n va començar a estendre el culte per tot Catalunya al segle xii i actualment és el sant que té més capelles i parròquies dedicades. Una altra bona prova de la popularitat d'aquest sant és la gran quantitat de pobles que fan ús d'aquest topònim al nostre país.
En el cas del Clot la festa major es vincula a l'actual parròquia de Sant Martí del Clot, que data de l'expansió demogràfica de final del segle xix. Amb tot, el barri ha estat lligat tradicionalment a una altra parròquia també consagrada a Sant Martí i que dona nom al districte: Sant Martí de Provençals.

## Orígens
La història del Clot va vinculada estretament a la de la parròquia de Sant Martí de Provençals, de la qual sempre havia depès i que és l'embrió del districte. Pocs anys després del 1714, un edicte derivat del decret de Nova Planta va permetre a l'església de Sant Martí d'esdevenir parròquia i, per tant, es desvinculà de Santa Maria del Mar. Aquest va ser el primer pas per a formar, en el curs dels anys, la vila de Sant Martí, que s'integrà de nou a Barcelona pel reial decret d'agregació del 1897.